# Seznam poljskih smučarjev
Seznam Poljskih smučarjev.

## B
- Andrzej Bachleda-Curuś
- Andrzej Bargiel (alpinist-smučar)
- Maciej Bydliński

## C
- Adam Chrapek
- Karolina Chrapek
- Zuzanna Czapska

## G
- Agnieszka Gąsienica-Daniel
- Maryna Gąsienica-Daniel

## J
- Michał Jasiczek

## K
- Katarzyna Karasińska
- Aleksandra Klus
- Michał Kłusak

## L
- Magdalena Łuczak

## M
- Sabina Majerczyk

## P
- Pawel Pyjas

## S
- Marcin Szafrański

## T
- Dorota Tlałka-Mogore
- Małgorzata Tlałka-Mogore

## Z
- Ewa Zagata